# يوسف المرعشلي
يوسف المرعشْلي (1952- ) هو مُحقق وعالمٌ مُسلم لُبناني، حيث حقق عددًا من المؤلفات، ونشر عشرات الكُتب الأخرى. يعمل حاليًا أستاذًا لمناهج البحث في كلية الشريعة بجامعة بيروت الإسلامية.

## حياته
وُلد يوسف عبد الرحمن المرعشْلي في بيروت عام 1952 ميلاديًا. حصل على درجة البكالوريوس في اللغة العربية وآدابها من الجامعة اللبنانية عام 1977 ميلاديًا، ثم درجة الماجستير بنفس التخصص من الجامعة نفسها عام 1981 ميلاديًا، وكانت رسالته تحقيقًا لكتاب «العمدة في غريب القرآن» لمكي بن أبي طالب. حصّل بعدها على درجة دكتوراه الاختصاص (أو ما تُسمى بالحلقة الثالثة) من جامعة القديس يوسف عام 1984 ميلاديًا بتحقيق كتاب «المكتفى في الوقف والابتداء في كتاب الله عز وجل» لأبي عمرو الداني، ثم دكتوراه في الآداب من الجامعة نفسها عام 1991 ميلاديًا. كان يوسف قد تعلم أيضًا في المعهد العالي للدراسات الإسلامية في بيروت، وذلك في الفترة ما بين 1987 حتى 1989 ميلاديًا. كما درس الفقه الشافعي في كلية الشريعة بجامعة بيروت الإسلامية عام 1998 ميلاديًا.
درسَّ في المعهد العالي للدراسات الإسلامية لمدة عامين في الفترة ما بين 1987 حتى 1989 ميلاديًا، كما درس في كلية الشريعة. عمل في مركز تحقيق التراث بدار المعرفة في الفترة ما بين 1985 - 1989 ميلاديًا، كما عمل باحثًا في مركز خدمة السنة والسيرة النبوية بالمدينة المنورة منذ 1989 حتى 1998 ميلاديًا. من تلاميذه: الشيخ مجد مكي، الشيخ عبد الرحمن عبد الجبار، الدكتور عامر حسن صبري، الدكتور حمزة الكتاني، الشيخ حمزة الفعر، الشيخ أنس كرزون، الدكتور أحمد عوامة، الشيخ أحمد عاشور وغيرهم.
يُذكر أيضًا أنَّ يوسف قد شارك في عددٍ من الفعاليات ممثلًا عن مفتي الجمهورية اللبنانية الشيخ الدكتور محمد رشيد قباني. كما يُشار أنَّ يوسف مُتزوج ولديه أربعة أبناء.

## مؤلفاته
حقق يُوسف المرعشلي عددًا من المؤلفات، كما نشر عدة كتب، منها:
- «معرفة الله تعالى»، صدر عام 2004 (ردمك 9953-420-97-1)
- «علم فهرسة الحديث»، صدر عام 2004 (ردمك 2-2470-0244-X)
- «ولله الأسماء الحسنى»، صدر عام 2004
- «تزكية النفس»، صدر عام 2004 (ردمك 9953-429-57-X)
- «علم تخريج الحديث وبيان كتب السنة المشرفة»، صدر عام 2008 (ردمك 9953851743)
- «علم الجرح والتعديل»، صدر عام 2009 (ردمك 9953-85-213-8)
- «علوم القرآن الكريم»، صدر عام 2010 (ردمك 9953-85-214-6)
- «أصول كتابة البحث العلمي ومناهجه»، صدر عام 2011 (ردمك 9789953852867)
- «علوم الحديث الشريف»، صدر عام 2011 (ردمك 9953-85-289-8)
- «نثر الجواهر والدرر في علماء القرن الرابع عشر»، صدر عام 2016 (ردمك 9953446016)
- «أصول كتابة البحث العلمي»، صدر عام 2019 (ردمك 9789953429311)